# Campeonato Europeu de Atletismo em Pista Coberta de 2023 - 60 m masculino
A prova dos 60 metros masculino do Campeonato Europeu de Atletismo em Pista Coberta de 2023 foi disputada no dia 4 de março de 2023 na Ataköy Athletics Arena, em Istambul, na Turquia.

## Recordes
Antes desta competição, os recordes mundiais e do campeonato nesta prova eram os seguintes:
|                       | Nome              | Nacionalidade  | Tempo | Local       | Data                    |
| --------------------- | ----------------- | -------------- | ----- | ----------- | ----------------------- |
| Recorde mundial       | Christian Coleman | Estados Unidos | 6s 34 | Albuquerque | 18 de fevereiro de 2018 |
| Recorde europeu       | Marcell Jacobs    | Itália         | 6s 41 | Belgrado    | 19 de março de 2022     |
| Recorde do campeonato | Dwain Chambers    | Reino Unido    | 6s 42 | Turim       | 7 de março de 2009      |

## Medalhistas
| Ouro                     | Prata                | Bronze               |
| Samuele Ceccarelli (ITA) | Marcell Jacobs (ITA) | Henrik Larsson (SWE) |

## Cronograma
Todos os horários são locais (UTC +3).
| Data       | Hora  | Evento    |
| ---------- | ----- | --------- |
| 4 de março | 09:20 | Bateria   |
| 4 de março | 18:45 | Semifinal |
| 4 de março | 20:55 | Final     |

## Resultados

### Bateria
Qualificação: 4 atletas de cada bateria (Q) mais os 4 melhores qualificados (q).
| Posição | Bateria | Atleta                    | Nacionalidade | Tempo | Notas |
| ------- | ------- | ------------------------- | ------------- | ----- | ----- |
| 1       | 5       | Marcell Jacobs            | Itália        | 6.57  | Q     |
| 2       | 3       | Raphael Bouju             | Países Baixos | 6.59  | Q,    |
| 3       | 1       | Reece Prescod             | Grã-Bretanha  | 6.60  | Q     |
| 4       | 5       | Pascal Mancini            | Suíça         | 6.61  | Q     |
| 5       | 3       | Samuele Ceccarelli        | Itália        | 6.62  | Q     |
| 6       | 2       | Ján Volko                 | Eslováquia    | 6.62  | Q,    |
| 6       | 4       | Henrik Larsson            | Suécia        | 6.62  | Q     |
| 8       | 4       | Karl Erik Nazarov         | Estónia       | 6.63  | Q,    |
| 9       | 2       | Dominik Kopeć             | Polónia       | 6.64  | Q     |
| 10      | 4       | Jeremiah Azu              | Grã-Bretanha  | 6.66  | Q     |
| 11      | 2       | Markus Fuchs              | Áustria       | 6.66  | Q     |
| 12      | 4       | Robin Ganter              | Alemanha      | 6.67  | Q     |
| 13      | 3       | Kayhan Özer               | Turquia       | 6.67  | Q     |
| 14      | 1       | Méba Mickaël Zézé         | França        | 6.68  | Q     |
| 15      | 2       | Israel Olatunde           | Irlanda       | 6.68  | Q     |
| 16      | 2       | Simon Hansen              | Dinamarca     | 6.69  | q     |
| 17      | 1       | Jakub Lempach             | Polónia       | 6.69  | Q     |
| 17      | 3       | Eugene Amo-Dadzie         | Grã-Bretanha  | 6.69  | Q     |
| 19      | 4       | Emre Zafer Barnes         | Turquia       | 6.70  | q,    |
| 20      | 5       | Yannick Wolf              | Alemanha      | 6.71  | Q     |
| 21      | 1       | Carlos Nascimento         | Portugal      | 6.71  | Q     |
| 22      | 4       | Stanislav Kovalenko       | Ucrânia       | 6.72  | q     |
| 23      | 2       | Ioannis Nyfantopoulos     | Grécia        | 6.72  | q     |
| 24      | 1       | Joris van Gool            | Países Baixos | 6.72  |       |
| 25      | 5       | Dominik Illovszky         | Hungria       | 6.73  | Q     |
| 26      | 3       | Kolbeinn Höður Gunnarsson | Islândia      | 6.73  |       |
| 27      | 5       | Jeff Erius                | França        | 6.73  |       |
| 28      | 4       | Roberto Rigali            | Itália        | 6.74  |       |
| 29      | 5       | Samuli Samuelsson         | Finlândia     | 6.75  |       |
| 30      | 5       | Ertan Özkan               | Turquia       | 6.76  |       |
| 31      | 2       | Daniel Rodríguez          | Espanha       | 6.77  |       |
| 32      | 1       | Zdeněk Stromšík           | Chéquia       | 6.79  |       |
| 33      | 1       | Francesco Sansovini       | San Marino    | 6.87  |       |
| 34      | 2       | BBeppe Grillo             | Malta         | 6.95  |       |
| 35      | 4       | Craig Gill                | Gibraltar     | 7.16  |       |
| 36      | 3       | Enrico Güntert            | Suíça         | DSQ   |       |
| 37      | 3       | Even Meinseth             | Noruega       | DNS   |       |

### Semifinal
Qualificação: 2 atletas de cada bateria (Q) mais os 2 melhores qualificados (q).
| Posição | Bateria | Atleta                | Nacionalidade | Tempo | Notas           |
| ------- | ------- | --------------------- | ------------- | ----- | --------------- |
| 1       | 1       | Samuele Ceccarelli    | Itália        | 6.47  | Q, EL           |
| 2       | 3       | Marcell Jacobs        | Itália        | 6.52  | Q,              |
| 3       | 1       | Reece Prescod         | Grã-Bretanha  | 6.52  | Q               |
| 4       | 2       | Henrik Larsson        | Suécia        | 6.56  | Q, =            |
| 5       | 1       | Ján Volko             | Eslováquia    | 6.58  | q,              |
| 6       | 1       | Dominik Kopeć         | Polónia       | 6.59  | q               |
| 7       | 2       | Jeremiah Azu          | Grã-Bretanha  | 6.59  | Q               |
| 8       | 3       | Markus Fuchs          | Áustria       | 6.60  | Q,              |
| 9       | 2       | Raphael Bouju         | Países Baixos | 6.61  |                 |
| 10      | 2       | Jakub Lempach         | Polónia       | 6.62  | Recorde pessoal |
| 11      | 2       | Karl Erik Nazarov     | Estónia       | 6.63  |                 |
| 12      | 3       | Pascal Mancini        | Suíça         | 6.64  |                 |
| 13      | 3       | Méba Mickaël Zézé     | França        | 6.64  |                 |
| 14      | 3       | Eugene Amo-Dadzie     | Grã-Bretanha  | 6.64  |                 |
| 15      | 1       | Simon Hansen          | Dinamarca     | 6.65  | =               |
| 16      | 3       | Kayhan Özer           | Turquia       | 6.67  |                 |
| 17      | 1       | Robin Ganter          | Alemanha      | 6.68  |                 |
| 18      | 1       | Israel Olatunde       | Irlanda       | 6.69  |                 |
| 19      | 2       | Yannick Wolf          | Alemanha      | 6.70  |                 |
| 20      | 3       | Carlos Nascimento     | Portugal      | 6.71  |                 |
| 21      | 3       | Ioannis Nyfantopoulos | Grécia        | 6.71  | Recorde pessoal |
| 22      | 2       | Stanislav Kovalenko   | Ucrânia       | 6.72  |                 |
| 23      | 2       | Dominik Illovszky     | Hungria       | 6.77  |                 |
| 24      | 1       | Emre Zafer Barnes     | Turquia       | 7.02  |                 |

### Final
A final aconteceu às 20:55 no dia 4 de março de 2023.
| Posição           | Raia | Atleta             | Nacionalidade | Tempo | Notas                |
| ----------------- | ---- | ------------------ | ------------- | ----- | -------------------- |
| Medalha de ouro   | 3    | Samuele Ceccarelli | Itália        | 6.48  |                      |
| Medalha de prata  | 6    | Marcell Jacobs     | Itália        | 6.50  | Recorde da temporada |
| Medalha de bronze | 5    | Henrik Larsson     | Suécia        | 6.53  | Recorde nacional     |
| 4                 | 1    | Dominik Kopeć      | Polónia       | 6.53  | Recorde pessoal      |
| 5                 | 2    | Ján Volko          | Eslováquia    | 6.57  | Recorde da temporada |
| 6                 | 7    | Jeremiah Azu       | Grã-Bretanha  | 6.58  |                      |
| 7                 | 8    | Markus Fuchs       | Áustria       | 6.59  | Recorde pessoal      |
| 8                 | 4    | Reece Prescod      | Grã-Bretanha  | 6.64  |                      |

Legenda
| Recorde mundial       | Recorde mundial (World record)               |                       | Recorde africano                      | Recorde africano (African) |                                           | Q | Classificado por posição (Qualified) |
| Recorde do campeonato | Recorde do campeonato (Championship record)  | Recorde da América    | Recorde da América (Americas)         | q                          | Classificado por melhor tempo (Qualified) |   |                                      |
| Melhor marca do ano   | Melhor marca do ano (World leading)          | Recorde asiático      | Recorde asiático (Asian)              | DNS                        | Não largou (Did not start)                |   |                                      |
| Recorde nacional      | Recorde nacional (National record)           | Recorde europeu       | Recorde europeu (European)            | DNF                        | Não terminou (Did not finish)             |   |                                      |
| Recorde pessoal       | Recorde pessoal do atleta (Personal best)    | Recorde da Oceania    | Recorde da Oceania (Oceania)          | DSQ / DQ                   | Desclassificado (Disqualified)            |   |                                      |
| Recorde da temporada  | Recorde da temporada do atleta (Season best) | Recorde sul-americano | Recorde sul-americano (South America) | NM                         | Sem marca (No mark)                       |   |                                      |